# Suke
Suke（1979年 - ）は、東京都出身のミュージシャン、DJである。

## 経歴
2002年頃、Psychedelic TranceのDJとしてキャリアをスタートした。2006年頃から相方のKuriとMiracle's名義で作曲を始め、コンピレーションに参加した。Wildseven RecordzからThe Rising Acid Sun、Akashik RecordからLife is a MiracleといったEPを2作リリースした。
その後、Suke名義で2011年頃からソロ活動を開始し、Multifrequency RecordsからソロアルバムのEnlightenment EyeやEP、Samurai Meditation、DARK RecordsからEP、Kaleidoscopeをリリースした。他にもコンピレーションに参加しリリースした。
また、東京を中心とし様々なクラブ、野外イベント等に参加しLive＆Dj活動をする。